# ピスキーの戦い (2022年)
ピスキーの戦い（ピスキーのたたかい）は、2022年のドンバスの戦いにおいて、ウクライナ軍とロシア連邦軍の間でドネツィク州ポクロウシク地区ピスキーで繰り広げられた一連の軍事衝突である。分離主義勢力は、2022年8月24日にピスキーを完全に占領した。

## 背景
2022年のロシアのウクライナ侵攻における東部攻勢の間、ロシア軍と分離派勢力は、ドネツィク州とルハーンシク州からなるドンバス地域の制圧に照準を合わせた。同名の州都を含むこれらの州の一部は、2014年の親ロシア蜂起で制圧された。ロシアが正式にウクライナへの侵攻を開始する前に、ピスキーの北3kmにあるアウディーイウカで最初に紛争が激化した。3月13日、ロシア軍はアウディーイウカのコークス工場を爆撃した。ロシアのウクライナ侵攻中の2022年3月14日、当時ドネツク人民共和国（DPR） の事実上の支配下にあったウクライナのドネツィク市中心部にトーチカ Uミサイルによる攻撃が行われた。ロシア連邦捜査委員会は、この攻撃で子供を含む民間人23人が死亡し、少なくとも 18 人が負傷したと報告した。人権高等弁務官事務所は、攻撃により民間人15人が死亡し、36人が負傷したと報告した。ウクライナは、ミサイルはロシアが発射したと主張した一方、ロシアとDPRは、この攻撃はウクライナ軍が行ったと主張した。3月17日、ロシア軍と分離主義勢力は、ピスキーの南数kmに位置するマリンカへの攻撃を開始した。マリンカは、ウクライナとロシアの分離主義国家DPRおよびLNRとの間の境界線にあるウクライナ軍の強力な防衛要塞である。2022年4月18日夜、ロシア軍はルハーンシク、ドネツィク、ハルキウ州の陣地に対して集中的な爆撃作戦を開始し、ドンバスの戦いが始まった。6月13日、ウクライナ軍は砲撃を開始し、伝えられるところでは、その砲撃が自称国家のDPRの首都ドネツクの市場を直撃し、5人が死亡した。DPRは、ウクライナがピスキーとクラスノホリウカ地域から砲撃を行ったと非難した。7月28日の夜～29日に、ロシアが支援するドネツク人民共和国 (DPR) が支配するドネツクの南西にあるオレニフカ村の近くのモロジネにある刑務所が破壊され、ロシアとDPRの当局者は、この攻撃でウクライナ人捕虜53人が死亡し、75人が負傷したと述べた (ロシアの声明は当初、警備員8人に加えて、40人が死亡、75人が負傷したことを示唆していた)。ウクライナ側は、約40人が死亡し、130人が負傷したと示唆した。
ウクライナ軍は刑務所への攻撃を否定し、ロシアがウクライナ人の拷問と処刑の疑いを隠蔽するために刑務所を攻撃したと非難した。ウクライナ大統領顧問のポドリャクは、攻撃の数日前に、ロシアが一部のウクライナの囚人をバラックに移送したと主張し、攻撃が計画されていたことを示唆した。DPRの指導者であるデニス・プシーリンは、刑務所には193人の受刑者が収容されていたと語ったが、ウクライナ人捕虜の数は明らかにしなかった。ロシア当局は、死亡した囚人のリストを公開したが、2022年7月30日時点で、ウクライナ当局はリストを確認できなかったと述べている。

## 戦闘経過
7月28日、DPRとロシア軍は、アウディーイウカを包囲する攻勢を開始したと主張した。ロシア軍と分離主義勢力は、クラスノホリウカ、ピスキーおよびアヴディーイウカの北にあるその他の町を攻撃し、不詳の利益を得た。 7月31日、ウクライナ軍参謀本部は、ロシア軍がカミャンカとピスキー周辺で前進を試み、詳細不明の別のロシア部隊がアヴディーイウカ周辺で「部分的な成功」を収めたと報告した。ドネツク人民共和国 (DPR) のダニール・ベソノフ副情報相は、ロシア軍とDPR軍がピスキーの南東郊外で陣地を確保したと主張したが、これはウクライナの報告と一致している。アウディーイウカ市軍政長官のヴィタリー・バラバシュは、アウディーイウカには戦前の人口のわずか10%（約2500人）しか残っていないと述べた。
ウクライナは8月5日に、ウクライナ軍が重要な防衛拠点とみなされていたブティフカ炭鉱の放棄を余儀なくされた後、アヴディーイウカ郊外の町に押し戻されたと述べた。DPRは、同軍とロシアはピスキーを占領したと主張したが、ウクライナは否定した。8月7日の戦闘映像は、ロシア軍がピスキーの中心部に到達したことを示していた。8月12日時点で、ISWは、戦闘映像と衛星画像に基づいて、サーモバリック砲システムを使用した激しい砲撃により、ピスキーの大部分がロシア軍によって破壊されたと報告した。ロシア国防省は8月13日にピスキーを完全に占領したと主張したが、ウクライナ軍は戦闘が続いているとして制圧を否定した。 8月24日、ロシア軍がピスキーを完全に占領したことにより、戦闘行為は終結した。